# Čapljina
Čapljina (en cyrillique : Чапљина) est une ville et une municipalité de Bosnie-Herzégovine située dans le canton d'Herzégovine-Neretva et dans la fédération de Bosnie-et-Herzégovine. Selon les premiers résultats du recensement bosnien de 2013, la ville intra muros compte 6 340 habitants et la municipalité 28 122.

## Géographie
Čapljina est une ville du sud de la Bosnie-Herzégovine. Le fleuve côtier Neretva, qui se jette dans la mer Adriatique, traverse la municipalité.

## Histoire
Il a été découvert dans le lac Desilo près de Capljina des bateaux de la civilisation illyrienne datant du IIIe siècle avant notre ère (source : Pour la Science, février 2009).

## Localités

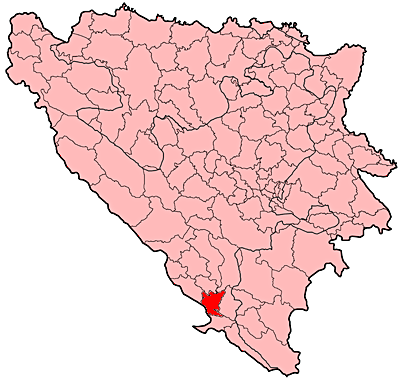
Localisation de la municipalité de Čapljina en Bosnie-Herzégovine

La municipalité de Čapljina compte 32 localités :
| - Bajovci - Bivolje Brdo - Crnići - Čapljina - Čeljevo - Doljani - Domanovići - Dračevo - Dretelj - Dubravica - Gabela | - Gnjilišta - Gorica - Grabovina - Hotanj - Jasenica - Klepci - Lokve - Opličići - Počitelj - Prćavci - Prebilovci | - Sjekose - Stanojevići - Struge - Svitava - Ševaš Njive - Šurmanci - Tasovčići - Trebižat - Višići - Zvirovići |

## Démographie

### Villeintra muros

#### Évolution historique de la population dans la villeintra muros
| 1948 | 1953 | 1961  | 1971  | 1981  | 1991  | 2013  |
| ---- | ---- | ----- | ----- | ----- | ----- | ----- |
| -    | -    | 3 275 | 4 647 | 6 191 | 7 461 | 6 340 |

|  |

### Municipalité

#### Évolution historique de la population dans la municipalité
| 1961   | 1971   | 1981   | 1991   | 2013   |
| ------ | ------ | ------ | ------ | ------ |
| 20 388 | 23 459 | 26 032 | 27 882 | 28 122 |

#### Répartition de la population par nationalités dans la municipalité (1991)
En 1991, sur un total de 27 882 habitants, la population se répartissait de la manière suivante :

## Politique
À la suite des élections locales de 2012, les 25 sièges de l'assemblée municipale se répartissaient de la manière suivante :
| Parti                                                     | Sièges |
| --------------------------------------------------------- | ------ |
| Union démocratique croate de Bosnie-Herzégovine (HDZ BiH) | 16     |
| Union démocratique croate 1990 (HDZ 1990)                 | 3      |
| Parti d'action démocratique (SDA)                         | 3      |
| Parti social-démocrate (SDP)                              | 2      |
| Parti croate du Droit de Bosnie-Herzégovine (HSP BiH)     | 1      |

Smiljan Vidić, membre de l'Union démocratique croate de Bosnie-Herzégovine (HDZ BiH), a été réélu maire de la municipalité,.

## Tourisme
Sur le plan historique et culturel, l'un des centres d'attraction les plus importants de la municipalité est le village de Počitelj, qui abrite notamment des monuments du XVe siècle ; l'ensemble urbanistique est inscrit sur la liste des monuments nationaux de Bosnie-Herzégovine ; le site est également proposé pour une inscription au patrimoine mondial de l'UNESCO.

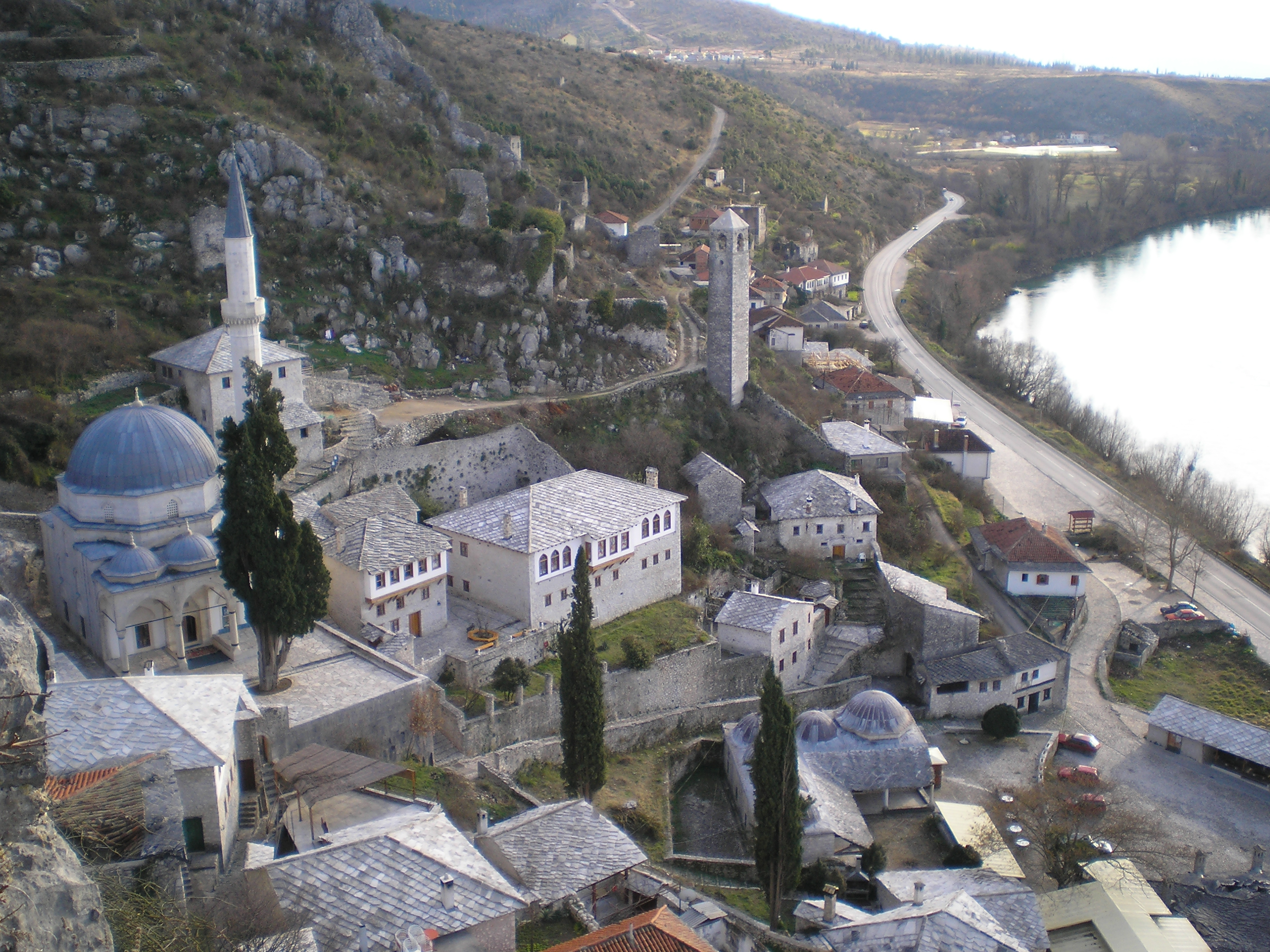
Vue de Počitelj

## Personnalités
- Franjo Beslic, sculpteur et peintre contemporain
- Dada Vujasinović, journaliste serbe
- Zdenko Jelčić, acteur
- Slobodan Praljak, militaire, politicien.
- Branimir Vidić-Flika, acteur
- Mario Primorac, joueur de basket-ball
- Veljko Mršić, joueur de basket-ball
- Jasmin Repeša, entraîneur de basket-ball
- Mirsad Fazlagić, entraîneur de football
- Dejan Aćimović, acteur
- Ibrahim Ibrica Bećirović, joueur de basket-ball